# Feuerleitgerät RPK-1
Das Feuerleitgerät RPK-1 Wasa (russisch Радиолокационно-Приборный Комплекс РПК-1 Ваза, Radiolokazionno-Priborny Kompleks RPK-1 „Wasa“) ist ein sowjetisches Radargerät. Es dient zur Leitung des Feuers einer 57-mm-Flak-Batterie S-60 unter Einwirkung von aktiven und passiven Funkmess-Störungen. Es löste die Geschützrichtstationen GRS-4 (СОН-4) und GRS-9 (СОН-9) sowie die Kommandogeräte 6-60 und E-2BD ab.

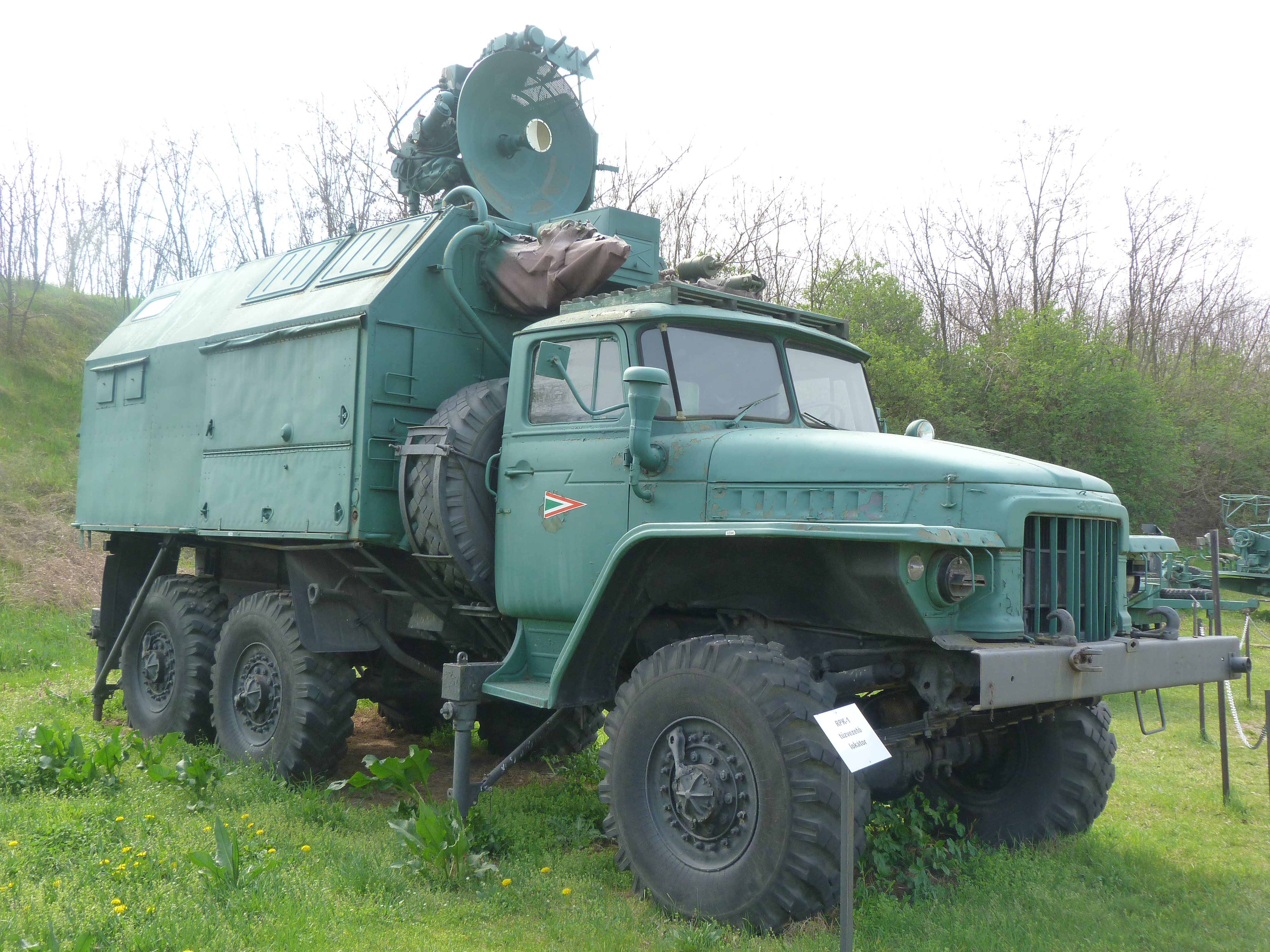
RPK-1 auf Lkw Ural-375D

## Entwicklung
Bereits mit der Geschützrichtstation GRS-4 und deren Nachfolger GRS-9 war die elektronische Aufklärung und Zielverfolgung von Luftzielen bei Tag und Nacht sowie unter allen Wetterbedingungen für Flugabwehrbatterien möglich geworden. Zur Ermittlung des Vorhaltepunktes und der Richtwerte für die Fla-Kanonen wurde jedoch noch ein zusätzliches Kommandogerät benötigt. Auch entsprachen die elektronischen Störschutzmöglichkeiten sowie die Abmessungen und Gewichte schon bald nicht mehr den Anforderungen des modernen Gefechtes. Bereits in den zuletzt gebauten GRS-4 wurde daher ein Analogrechner des Typs PUAZO-7 integriert, der die Berechnung des Vorhaltepunktes und der Richtwerte für die Geschütze der Flak-Batterie ermöglichte. Die grundsätzlichen Mängel der beiden genannten Typen konnten jedoch nicht behoben werden.
Die Entwicklung der RPK-1 begann in den 1950er-Jahren im ZKB NII-20 (russisch: ЦАКБ НИИ-20) unter der Leitung von M.M. Kositschkin, die staatliche Erprobung wurde 1958 aufgenommen und 1960 abgeschlossen. Vorgesehen war die RPK-1 für die Feuerleitung in Fla-Batterien, die mit Geschützen der Kaliber 57 (S-60), 85 (KS-18) und 100 mm (KS-19) ausgerüstet waren. Die Einführung in die Sowjetarmee begann im Jahr 1961, die Einführung in die NVA 1968. Obwohl bereits ab Ende der 1960er-Jahre in der Sowjetunion die Produktion von Fla-Raketensystemen begonnen hatte, wurde die RPK-1 noch bis 1984 hergestellt. Gegenüber ihren Vorgängern zeichnet sie sich durch die wesentlich kompaktere Bauweise und die verbesserten Störschutzmöglichkeiten aus, die zu einer deutlichen Erhöhung des Gefechtswertes führten.

## Konstruktion
Bei der RPK-1 wurden erstmals in der Sowjetunion alle Elemente eines Feuerleitkomplexes auf einem Fahrzeug vereint. Die Station besteht aus
- dem Trägerfahrzeug Ural-375D
- dem Funkmessgerät 1RL35 (Modifikationen M,N,M1)
- dem Rechengerät 1A19 (Modifikationen M,N,M1)
- dem Kennungsgerät
- dem Fernsehvisier 9Sch13
- dem Elektroaggregat AB-16T/230/Tsch-400
- der Heiz- und Lüftungsanlage O30

Als Trägerfahrzeug kommt ein im Wesentlichen unveränderter Lkw Ural-375D zum Einsatz. Die übrigen Bestandteile der Station befinden sich in einem Kofferaufbau mit der Bezeichnung Erzeugnis 932B (изделие 932Б). In Marschlage befinden sich die Antennen der RPK-1 innerhalb des Kofferaufbaus, in Gefechtslage werden sie durch eine klappbare Luke hydraulisch nach oben ausgeschwenkt. Bei einer Länge von 7,44 m, einer Breite von 2,8 m und einer Höhe von 3,5 m beträgt die Gesamtmasse 13,6 t. Durch die Zusammenfassung aller Komponenten der RPK-1 in einem Fahrzeug und die Wahl des Ural-375D als Trägerfahrzeug wurde sichergestellt, dass die RPK-1 der Flak-Batterie sowohl auf der Straße als auch im Gelände uneingeschränkt folgen kann. Die Besatzung besteht aus insgesamt fünf Personen. Zum Aufbau der Station werden fünf bis sieben Minuten benötigt, dazu kommt noch eine Einschaltzeit von drei Minuten, die durch das notwendige Aufwärmen der elektronischen Baugruppen bedingt ist.
Die Stromversorgung wird durch ein Elektroaggregat AB-16-T/230/Tsch-400 (Modifikationen M1, M2) sichergestellt. Das Aggregat liefert Dreiphasenwechselstrom mit einer Spannung von 230 Volt und einer Frequenz von 400 Hz bei einer Nennleistung von 16 kW. Es befindet sich während des Marsches ebenfalls im Kofferaufbau und wird zum Betrieb ausgeklappt.
Die Heiz- und Lüftungsanlage O30 liefert 120 m³ Frischluft je Stunde. Der Betrieb ist während der Fahrt und im Stand möglich.
Das Funkmessgerät 1RL35 dient zur Aufklärung des Luftraumes und zur Ermittlung der Zielkoordinaten. Es arbeitet im Frequenzbereich von 9,25 bis 9,7 GHz. Weiterhin ist im Funkmessgerät ein Trainingsgerät zur Ausbildung der Besatzung integriert. Im Sender kam ein Klystron mit einer Impulsleistung von 360 kW zum Einsatz, während der Empfangsteil mit Wanderfeldröhren realisiert wurde. Als Antenne wurde sowohl für den Aufklärungsbetrieb als auch zur Zielverfolgung eine kreisförmige Parabolantenne genutzt. Sende- und Empfangsteil sind unter Verwendung von Elektronenröhren aufgebaut, da ausreichend leistungsfähige Halbleiter zum Entwicklungszeitpunkt noch nicht zur Verfügung standen.
Im Aufklärungsbetrieb kann eine Rundumsuche oder eine Sektorsuche in einem Bereich von 18,5 bis 22,5° durchgeführt werden. Bei Rundumsuche kann die Antenne in einem Höhenwinkel von 1,4 bis 81,5° geschwenkt werden, während bei der Sektorsuche der minimale Höhenwinkel bei 14° liegt. Luftziele können bis auf eine Entfernung von 55 km aufgeklärt werden, Jagdflugzeuge typischerweise bis auf eine Entfernung von 38 km. Die Luftlage wird auf einem Rundsichtgerät dargestellt.
Bei automatischer Zielbegleitung können Luftziele bis auf eine Entfernung von max. 40 km, Jagdflugzeuge typischerweise bis zu einer Entfernung von 32 km begleitet werden. Die Abweichung nach der Entfernung liegt dabei bei maximal 15 m, der Fehler im Seiten- bzw. Höhenwinkel bei maximal 0,05°. Als Funktionsprinzip kommt die Flimmerabtastung zur Anwendung. Der Nachteil dieser Methode, die Anfälligkeit gegen Winkelantwortstörungen, wird durch den Betrieb mit Haupt- und Nebenkanal ausgeglichen.
In die 1RL35 wurden umfangreiche Maßnahmen zum Störschutz integriert. Zur Unterdrückung passiver Radarstörungen kommt ein mit zwei hintereinandergeschalteten Potenzialspeicherröhren arbeitendes System zur Selektion beweglicher Ziele (SBZ) mit Windkompensation zur Anwendung. Zum Schutz vor aktiven Störungen kann die Sendefrequenz automatisch oder manuell gewechselt werden. Gegen asynchrone Störungen ist die Station durch die Möglichkeit zum Wobbeln der Impulsfolgefrequenz geschützt, gegen Winkelantwortstörung durch den Betrieb über Haupt und Nebenkanal. Dabei werden die Laufzeitunterschiede zwischen Haupt- und Nebenkanal durch eine Laufzeitkette ausgeglichen. Ergänzt wird der Störschutz durch eine automatische Amplitudenselektion der Antwortsignale.
Das Rechengerät 1A19 dient zum Ermitteln der Schusswerte der Geschütze der Batterie. Dabei wird davon ausgegangen, dass sich das Luftziel in der Vorhaltezeit geradlinig mit gleichbleibender Geschwindigkeit und in beliebiger Ebene bewegt. Die vom Funkmessgerät 1RL35 ermittelten sphärische Zielkoordinaten werden in rechtwinklige Zielkoordinaten umgewandelt und unter Berücksichtigung von Kurs und Geschwindigkeit des Luftzieles sowie der Treibladungstemperatur, der Parallaxe und der Windrichtung bzw. -geschwindigkeit in verschiedenen Höhenschichten der Seitenwinkel zum Vorhaltepunkt und die Rohrerhöhung ermittelt. Diese Werte werden über Kabel an die Geschütze übertragen. Das Richten der Geschütze erfolgt dabei vollautomatisch nach den Werten des Rechengerätes. Treibladungstemperatur, Parallaxe und Windrichtung bzw. -geschwindigkeit müssen dabei manuell in das Rechengerät eingegeben werden. Das Rechengerät kann auch mit dem Fernsehvisier 9Sch13 gekoppelt werden. Dabei kann die Entfernung zum Ziel entweder durch die Funkmessstation ermittelt werden, alternativ erfolgt die Ermittlung der Entfernung anhand einer eingestellten Höhe ohne Abstrahlung des Radargerätes. Weiterhin ist eine Trägheitsbegleitung bei Verlust des Luftzieles durch die Radarstation möglich. Dabei werden für eine Zeit von maximal 10 Sekunden die Zielkoordinaten durch das Rechengerät extrapoliert. Dieses Betriebsverfahren kann auch eingesetzt werden, wenn aus taktischen Gründen die Abstrahlung der Radarstation kurzzeitig unterbrochen werden soll. Der Sender der Radarstation wird dabei nicht ausgeschaltet, sondern lediglich die Sendeleistung statt auf die Antenne auf einen Widerstand, das sogenannte Äquivalent, umgeleitet. Diese Betriebsart dient ebenfalls der Erhöhung des Störschutzes. Sie wurde bei der RPK-1 erstmals in einem sowjetischen Feuerleitsystem eingeführt. Eine ähnliche Lösung ist im Radargerät 1RL33 der Fla-Sfl ZSU-23-4 vorhanden. Konstruktiv handelt es sich beim Rechengerät um einen Analogrechner, der größtenteils mit Elektronenröhren, Drehmeldern und Resolvern aufgebaut ist. Der Vorteil dieser Auslegung lag in der zum Entwicklungszeitpunkt wesentlich höheren Arbeitsgeschwindigkeit von Analogrechnern im Vergleich zu digitalen Computern und in der einfachen Umsetzung der zu lösenden Differentialgleichungen durch rotierende elektrische Maschinen.
Das Fernsehvisier 9Sch13 dient zur Beobachtung des Luftraumes und zur Ermittlung der Winkelkoordinaten des Luftzieles bei Tage und klarer Sicht. Das System besteht im Wesentlichen aus einer Fernsehkamera mit zoombaren Objektiv und einem Bildschirm zur Anzeige in der Kabine. Die Fernsehkamera ist achsparallel zur Antenne angeordnet, so dass schnell zwischen dem Betrieb der Radarstation und des Fernsehvisiers gewechselt werden kann. Der Einsatz des Fernsehvisiers erhöht ebenfalls den Störschutz des Waffensystems, da bei Ermittlung der Entfernung durch das Rechengerät eine Abstrahlung vermieden werden kann. Allerdings ist die Genauigkeit der Schusswerte geringer, auch ist der Einsatz auf entsprechende Wetterbedingungen beschränkt. Die RPK-1 war das erste sowjetische Waffensystem, bei dem ein derartiges Fernsehvisier zum Einsatz kam.
Das Kennungsgerät ist Bestandteil des Komplexes Kremni 2. Das Funktionsprinzip beruht auf dem Senden und Empfangen einer kodierten Impulsfolge. Dabei stehen insgesamt zwölf manuell wechselbare Codefilter zur Verfügung. Die Dipolantenne des Kennungsgerätes ist oberhalb der Parabolantenne angeordnet.

## Arbeitsverfahren
Die Bestandteile der RPK-1 ermöglichen mehrere Arbeitsverfahren, die eine Anpassung an die jeweilige taktische Lage ermöglichen.
Zur Zielaufklärung kann eine automatische Rundumsuche durchgeführt werden, dabei wird im Höhenwinkel ein einstellbarer Sektor automatisch durchsucht. Konstruktionsbedingt sind dabei mehrere Umläufe der Antenne notwendig, um den Höhenbereich vollständig abzudecken. Alternativ kann eine automatische Sektorsuche im Seiten- und Höhenwinkel erfolgen. Sind Richtung und Entfernung des aufzuklärenden Luftzieles grob bekannt, kann die Antenne auch manuell gerichtet werden. Eine Zuweisung des Luftzieles kann auch durch ein Flakfernrohr TZK oder eine autonome Radarstation erfolgen, dabei wird die Antenne parallel zum TZK bzw. den von der Radarstation übermittelten Koordinaten gerichtet.
Aufgefasste Ziele können automatisch nach den Winkelkoordinaten begleitet werden, dabei ist eine automatische, halbautomatische oder manuelle Entfernungsbegleitung möglich. Soll die Abstrahlung minimiert werden, kann eine halbautomatische Begleitung nach den durch das Fernsehvisier ermittelten Winkelkoordinaten durchgeführt werden. Das Fernsehvisier wird dabei auf das Luftziel ausgerichtet, die Entfernung wird entweder durch die Radarstation oder durch das Rechengerät nach einem fest eingestellten Höhenwinkel ermittelt. Bei gewolltem oder ungewolltem Verlust des Luftzieles durch die Radarstation können die Winkelkoordinaten durch das Rechengerät für einen begrenzten Zeitraum extrapoliert werden.

## Einsatz

### Sowjetarmee
Die Einführung des Systems begann 1961 in der Sowjetarmee. Dort löste die RPK-1 in den Flak-Batterien, die mit der automatischen 57-mm-Flugabwehrkanone S-60 ausgerüstet waren, die Geschützrichtstationen SON-9 bzw. SON 9a ab. Grundsätzlich war für jede schießende Batterie eine RPK-1 vorgesehen. Da Fla-Kanonen größeren Kalibers durch Fla-Raketensysteme, gezogene Fla-Kanonen kleineren Kalibers durch Fla-Sfl und Fla-Raketensysteme abgelöst wurden, blieb der Einsatz auf das Waffensystem S-60 beschränkt. Mit der Ablösung der S-60 durch die Fla-Raketensysteme 2K12 Kub und 9K33 Osa wurde die RPK-1 beginnend in den 1970er-Jahren aus den Bestand der aktiven Einheiten herausgelöst.

### Nationale Volksarmee
Die Einführung bei der NVA begann 1968 und konnte erst 1975 abgeschlossen werden. Die RPK-1 löste in den mit der S-60 ausgerüsteten Flak-Regimentern die GRS-9a ab. Bereits 1976 begann jedoch in den Regimentern der Truppenluftabwehr der NVA die Ablösung der S-60 durch das Fla-Raketensystem 2K12, die 1983 abgeschlossen wurde. Die Flak-Regimenter der aktiven Divisionen und damit die vorhandenen RPK-1 wurden den Mobilmachungsdivisionen der NVA zugeteilt und verblieben dort bis zur Auflösung der NVA. Nach der Auflösung der NVA wurden die RPK-1 verschrottet bzw. verschenkt. Bedingt durch den langen Einführungszeitraum waren in der NVA die Modifikationen RPK-1A, RPK-1M und RPK-1N vorhanden.

### Andere Staaten
Die RPK-1 wurde praktisch an alle Staaten geliefert, die auch die S-60 beschafft haben. In Weißrussland, der Ukraine, Jugoslawien, Rumänien sowie in Angola und im Irak befand sie sich auch nach dem Jahr 2000 noch in der Nutzung.
Während des Zweiten Golfkrieges demonstrierte eine irakische RPK-1 die Störschutzmöglichkeiten des Systems. Nachdem eine taktische Anti-Radar-Rakete des Typs AGM-88 HARM auf das Signal der Station aufgeschaltet hatte, wurde diese auf Äquivalent geschaltet. Die HARM verlor ihr Ziel und schaltete auf eine Radarstation AN/TPQ-36 auf, die ebenfalls im Frequenzbereich 9,3–9,7 GHz arbeitete. Die Q-36 wurde durch die AGM-88 erfolgreich bekämpft.